# جین لوران
جین لوران (انگلیسی: Jean Laurent؛ ۱۹۰۶ – ۱۴ مهٔ ۱۹۹۵) یک بازیکن فوتبال اهل فرانسه بود.